# 女性小説賞
女性小説賞（じょせいしょうせつしょう、英: Women's Prize for Fiction）は、イギリスで最も権威ある文学賞の一つ。女性作家（国籍不問）が英語で執筆し、前年にイギリスで刊行された創作長編小説のうち、最も優れたものに与えられる。
1996年から2012年はオレンジ賞（Orange Prize for Fiction または Orange Broadband Prize for Fiction）、2014年から2017年はベイリーズ賞（Baileys Women's Prize for Fiction）という名称だった。

## 概要
この賞は、主要な文学賞でしばしば女性作家が軽視されていることを鑑み、女性作家の貢献を認知させるために設立された。受賞者には賞金3万ポンドと、俳優兼作家デヴィッド・ニーヴンの姉グリゼル・ニーヴンが制作した「ベッシー」と呼ばれる銅像が贈られる。受賞者は「5人の先導的女性」からなる選考委員会によって毎年選ばれる。
この賞は、次のような賞も派生させている。
- Harper's Bazaar Broadband Short Story Competition
- Orange Award for New Writers
- Penguin/Orange Readers' Group Prize
- Reading Book Group of the Year

2004年には通常の賞に加え、50冊の現代「読むべき本」リストが発表された。これらはヘイ・フェスティバルの参加者から選ばれた500名が選んだものであり、彼らが存命するイギリス人作家の著作のうちで必読と考えたものが挙げられている。このリストはオレンジ賞の "50 Essential Reads by Contemporary Authors"（読むべき現代作家の本50冊）と呼ばれている。

## 選考規約
授賞前年の4月1日からの1年間にイギリスで出版された、女性作家が英語で執筆した創作長編小説が対象となる。候補作はイギリスの出版社と選考委員が推薦した作品の中から選ばれ、作家自薦はできない。短編集や30000語以下のノヴェラ、単独著書でないもの、大人向けレーベルから刊行されていない児童書、自費出版本、翻訳書は対象とならない。電子書籍は対象となるが、最低10冊の紙書籍版を提出すること、および一次候補作リスト発表時点で紙書籍版が全国流通していることが条件となる。
2016年の例では、2015年9月中の3週間で候補作推薦を受け付け、一次候補作リストが3月8日に、最終候補作リストが4月11日に発表され、6月8日に受賞作が発表される。

## スポンサーと賞名の変遷
1996年から2012年はイギリスの通信会社オレンジが後援し、賞名は"Orange Prize for Fiction"（1996年から2006年、2009年から2012年）または"Orange Broadband Prize for Fiction"（2007年・2008年）だった。オレンジは2012年を最後に後援を取り止めた。
2013年は企業スポンサーがつかずに、シェリー・ブレアと作家のジョアンナ・トロロープおよびエリザベス・バカンらの個人的出資により、「女性小説賞」の名称で運営された 。
その後、酒造企業のベイリーズ・アイリッシュ・クリームがスポンサーとなり、2014年から「ベイリーズ賞」と改称された。
2018年から複数スポンサー制に変わり、賞名は「女性小説賞」（Women's Prize for Fiction）と改称された。

## 受賞作家・受賞作品

### 1990年代
| 年   | 受賞作家           | 受賞作品                    | 邦訳                                          |
| 1996 | ヘレン・ダンモア   | A Spell of Winter           |                                               |
| 1997 | アン・マイクルズ   | Fugitive Pieces             | 『儚い光』黒原敏行訳、早川書房、2000年        |
| 1998 | キャロル・シールズ | Larry's Party               |                                               |
| 1999 | スザンヌ・バーン   | A Crime in the Neighborhood | 『指先にふれた罪』友田葉子訳、DHC出版、2001年 |

### 2000年代
| 年   | 受賞作家                           | 受賞作品                     | 邦訳                                                                             |
| 2000 | リンダ・グラント                   | When I Lived in Modern Times |                                                                                  |
| 2001 | ケイト・グレンヴィル               | The Idea of Perfection       |                                                                                  |
| 2002 | アン・パチェット                   | Bel Canto                    | 『ベル・カント』山本やよい訳、早川書房、2003年                                   |
| 2003 | ヴァレリー・マーティン             | Property                     |                                                                                  |
| 2004 | アンドレア・レヴィ                 | Small Island                 |                                                                                  |
| 2005 | ライオネル・シュライヴァー         | We Need to Talk About Kevin  | 『少年は残酷な弓を射る』光野多惠子・真喜志順子・堤理華訳、イーストプレス、2012年 |
| 2006 | ゼイディー・スミス                 | On Beauty                    | 『美について』堀江里美訳、河出書房新社、 2015年                                  |
| 2007 | チママンダ・ンゴズィ・アディーチェ | Half of a Yellow Sun         | 『半分のぼった黄色い太陽』くぼたのぞみ訳、河出書房新社、2010年                   |
| 2008 | ローズ・トレメイン                 | The Road Home                |                                                                                  |
| 2009 | マリリン・ロビンソン               | Home                         |                                                                                  |

### 2010年代
| 年   | 受賞作家                   | 受賞作品                      | 邦訳                                                             |
| 2010 | バーバラ・キングソルヴァー | The Lacuna                    |                                                                  |
| 2011 | テア・オブレヒト           | The Tiger's Wife              | 『タイガーズ・ワイフ』藤井光訳、新潮社 、2012年                  |
| 2012 | マデリン・ミラー           | The Song of Achilles          | 『アキレウスの歌』川副智子訳、早川書房、 2014年                  |
| 2013 | A.M. ホームズ              | May We Be Forgiven            |                                                                  |
| 2014 | エイミア・マクブライド     | A Girl Is a Half-formed Thing |                                                                  |
| 2015 | アリ・スミス               | How to Be Both                | 『両方になる』木原善彦訳、新潮社、2018年                         |
| 2016 | リサ・マキナニー           | The Glorious Heresies         |                                                                  |
| 2017 | ナオミ・オルダーマン       | The Power                     | 『パワー』安原和見訳、河出書房新社、2018年                       |
| 2018 | カミーラ・シャムジー       | Home Fire                     | 『帰りたい』 金原瑞人・安納令奈訳、白水社、2022年                |
| 2019 | タヤリ・ジョーンズ         | An American Marriage          | 『結婚という物語』加藤洋子訳、ハーパーコリンズ・ジャパン、2021年 |

### 2020年代
| 年   | 受賞作家                   | 受賞作品                       | 邦訳                                         |
| 2020 | マギー・オファーレル       | Hamnet                         | 『ハムネット』小竹由美子訳、新潮社、2021年   |
| 2021 | スザンナ・クラーク         | Piranesi                       | 『ピラネージ』原島文世訳、東京創元社、2022年 |
| 2022 | ルース・オゼキ             | The Book of Form and Emptiness |                                              |
| 2023 | バーバラ・キングソルヴァー | Demon Copperhead               |                                              |